# Нобујуки Оиши
Нобујуки Оиши (јап. 大石 信幸; Хирошима, 12. септембар 1939) јапански је фудбалер.

## Каријера
Током каријере играо је за Nippon Steel.

## Репрезентација
За репрезентацију Јапана дебитовао је 1964. године.

## Статистика
| Јапан  | Јапан | Јапан |
| Год.   | Ута.  | Гол.  |
| ------ | ----- | ----- |
| 1964   | 1     | 0     |
| Укупно | 1     | 0     |